# Kleinglödnitz, Weitensfeld im Gurktal
Kleinglödnitz je naselje v Občini Weitensfeld im Gurktal v Okraju Šentvid ob Glini na Koroškem v Avstriji.